# Gentō
«Gentō» (幻燈?  "Linterna mágica") es el primer álbum de imágenes y música de Yorushika. Fue lanzado el 5 de abril de 2023 por la discográfica Polydor Records como un "libro de arte auditivo".

## Antecedentes y lanzamiento
El álbum fue lanzado aproximadamente 2 años y 2 meses después del lanzamiento del EP "Sōsaku", consiste en imágenes dibujadas por Takashi Katō. El álbum no incluye un CD, pero las canciones pueden ser escuchadas a través de las imágenes que contiene el libro de imágenes, las imágenes pueden ser escaneadas usando la cámara del teléfono inteligente.
El álbum contiene 25 canciones, entre ellos los sencillos previamente lanzados: "Matasaburō", "Rōjin to Umi", "Tsuki ni Hoeru", "Bremen", "Sayuu Mō", "Chi no Kate" y "451". Todas las canciones dan tributo a trabajos literarios de varios autores.
De las 25 canciones, las primeras 15 canciones se encuentran en el primer capítulo titulado "retrato del verano" y las últimas 10 canciones se encuentran en el segundo capítulo titulado "animales danzantes".
La versión física del álbum contiene el álbum de imágenes y las 25 canciones, pero en streaming, por otro lado, el álbum solo incluye 10 canciones, 8 de ellos siendo los sencillos lanzados anteriormente, una canción nueva del primer capítulo, "Miyakoochi" y una canción del segundo capítulo, "Dai-Ichiya".

## Lista de canciones
Todas las canciones escritas y compuestas por n-buna. 
| Capítulo 1: Retrato del verano |                                                                    |          |  |
| N.º                            | Título                                                             | Duración |  |
| 1.                             | «Natsu no Shōzō» (夏の肖像; Retrato del verano)                    | 5:26     |  |
| 2.                             | «Miyako-ochi» (都落ち; Salir de la ciudad)                         | 4:10     |  |
| 3.                             | «Bremen» (ブレーメン)                                              | 4:33     |  |
| 4.                             | «Chi no Kate» (チノカテ; Frutos de la tierra)                      | 4:08     |  |
| 5.                             | «Yukiguni» (雪国; País nevado)                                     | 4:48     |  |
| 6.                             | «Tsuki ni Hoeru» (月に吠える; Aullar a la luna)                    | 4:26     |  |
| 7.                             | «451»                                                              | 3:30     |  |
| 8.                             | «Pas de Deux» (パドドゥ; Paso a dos)                               | 4:22     |  |
| 9.                             | «Matasaburō» (又三郎)                                              | 3:49     |  |
| 10.                            | «Kutsu no Hanabi» (靴の花火; Fuegos artificiales bajo mis zapatos) | 5:06     |  |
| 11.                            | «Rōjin to Umi» (老人と海; El anciano y el mar)                     | 4:15     |  |
| 12.                            | «Sayonara Morten» (さよならモルテン; Adiós Morten)                 | 4:55     |  |
| 13.                            | «Isana» (いさな; Ballena)                                          | 4:24     |  |
| 14.                            | «Sayuu Mō» (左右盲; Confusión entre izquierda y derecha)           | 4:27     |  |
| 15.                            | «Algernon» (アルジャーノン)                                        | 4:14     |  |
| 1:06:32                        |                                                                    |          |  |

- La pista 4 se puede transliterar a kanji como "地の糧", por eso la traducción "frutos de la tierra", pero oficialmente el título está escrito en katakana.
- La pista 7 en japonés se pronuncia "よんごいち" (Yon-go-ichi) y es principalmente interpretado por n-buna, suis participó en el coro.
- La pista 10 es una regrabación de la canción del primer miniálbum, Natsukusa ga Jama wo Suru.

Todas las canciones escritas y compuestas por n-buna. 
| Capítulo 2: Animales danzantes |                                        |          |  |
| N.º                            | Título                                 | Duración |  |
| 1.                             | «Dai-Ichiya» (第一夜; Primera noche)   | 4:21     |  |
| 2.                             | «Dai-Niya» (第二夜; Segunda noche)     | 4:14     |  |
| 3.                             | «Dai-Sanya» (第三夜; Tercera noche)    | 3:52     |  |
| 4.                             | «Dai-Shiya» (第四夜; Cuarta noche)     | 3:22     |  |
| 5.                             | «Dai-Goya» (第五夜; Quinta noche)      | 3:41     |  |
| 6.                             | «Dai-Rokuya» (第六夜; Sexta noche)     | 2:27     |  |
| 7.                             | «Dai-Shichiya» (第七夜; Séptima noche) | 3:14     |  |
| 8.                             | «Dai-Hachiya» (第八夜; Octava noche)   | 3:02     |  |
| 9.                             | «Dai-Kuya» (第九夜; Novena noche)      | 2:23     |  |
| 10.                            | «Dai-Juuya» (第十夜; Décima noche)     | 3:49     |  |
| 34:24                          |                                        |          |  |

- Todas las pistas, exceptuando la primera, son instrumentales.

Todas las canciones escritas y compuestas por n-buna. 
| Descarga digital / streaming |                                                          |          |  |
| N.º                          | Título                                                   | Duración |  |
| 1.                           | «Miyako-ochi» (都落ち; Salir de la ciudad)               | 4:10     |  |
| 2.                           | «Bremen» (ブレーメン)                                    | 4:33     |  |
| 3.                           | «Chi no Kate» (チノカテ; Frutos de la tierra)            | 4:08     |  |
| 4.                           | «Tsuki ni Hoeru» (月に吠える; Aullar a la luna)          | 4:26     |  |
| 5.                           | «451»                                                    | 3:30     |  |
| 6.                           | «Matasaburō» (又三郎)                                    | 3:49     |  |
| 7.                           | «Rōjin to Umi» (老人と海; El anciano y el mar)           | 4:15     |  |
| 8.                           | «Sayuu Mō» (左右盲; Confusión entre izquierda y derecha) | 4:27     |  |
| 9.                           | «Algernon» (アルジャーノン)                              | 4:14     |  |
| 10.                          | «Dai-Ichiya» (第一夜; Primera noche)                     | 4:21     |  |
| 41:53                        |                                                          |          |  |

## Créditos
Yorushika
- n-buna (guitarra, piano, voz, coro y otros instrumentos)
- suis (voz, coro)

Miembros de grabación
- Mitsuyasu Shimozuru (guitarra)
- Tatsuya Kitani (bajo)
- Masack (batería)
- Tetsuya Hirahata (piano y teclados)
- Yuto Komatsu (trompeta)